# Patricio Infante Alfonso
Patricio Infante Alfonso (* 9. Oktober 1929 in Santiago de Chile; † 18. April 2025 ebenda) war ein chilenischer Geistlicher und römisch-katholischer Erzbischof von Antofagasta. 

## Leben
Patricio Infante Alfonso empfing am 28. Juni 1953 die Priesterweihe für das Erzbistum Santiago de Chile.
Papst Johannes Paul II. ernannte ihn am 1. März 1984 zum Weihbischof in Santiago de Chile und zum Titularbischof von Gergis. Der Erzbischof von Santiago de Chile, Juan Francisco Fresno Larraín, spendete ihm am 23. September desselben Jahres die Bischofsweihe; Mitkonsekratoren waren Bernardino Piñera Carvallo, Erzbischof von La Serena, und Ramón Munita Eyzaguirre, emeritierter Bischof von San Felipe.
Am 12. Dezember 1990 wurde er zum Erzbischof von Antofagasta ernannt. Am 26. November 2004 nahm Papst Johannes Paul II. seinen altersbedingten Rücktritt an.